# 2014년 상하이 압사 사고
2014년 상하이 압사 사고(중국어: 2014年上海外滩踩踏事故)는 2014년 12월 31일 중국 상하이시 와이탄에서 새해 축하 공연이 진행되던 도중 발생한 압사 사고이다. 이 사건은 와이탄의 첸이 광장에서 새해 축하를 위해 대략 30만명의 군중이 모이면서 발생했다. 이 사고로 35명이 사망하고 42명이 부상을 입었다.
중국공산당 중앙위원회 총서기인 시진핑과 국무원총리인 리커창은 "모든 구조 활동"을 펼치라고 말했다.

## 같이 보기
- 다중밀집사고
- 이태원 참사